# Серед інших
«Серед інших» (2011, англ. Among Others) — роман у жанрі фентезі або магічного реалізму, написаний валлійсько-канадською письменницею Джо Волтон. Роман розповідає історію юної прихильниці фантастики, що намагається знайти своє місце у житті після важких особистих подій.

## Історія написання
Серед інших — дев’ятий роман, опублікований письменницею валлійського походження Джо Волтон. Він був написаний з 29 лютого по 29 травня 2008 року за 36 днів. Волтон описує роман як напівавтобіографічний, про «досвід дорослішання, маючи книги замість людей в якості друзів і розради», що, як вона дізналася після публікації роману, є значно більш поширеним серед читачів, ніж вона очікувала. Також авторка, як і головна героїня, була валлійською ученицею в англійській школі-інтернаті та ходила з тростиною. Оскільки головній героїні в 1979 році виповнилося 15 років, вона також народилася б і виросла в тому ж районі Уельсу приблизно в той самий час. Волтон також вказує на власний досвід дорослішання з матір’ю, хворою на параноїдну шизофренію, що дав їй «корисне знання зла», яке послужило основою для зображення матері героїні в цьому романі. Авторка вказує, що на написання книги її надихнула відповідь на статтю, опублікувану нею у своєму онлайн-журналі того року про район Уельсу, в якому вона виросла, і про те, як вона «думала, що живе у фантастичному пейзажі, хоча насправді жила у науково-фантастичному». Однак вона зазначає, що насправді це не автобіографія, а скоріше «міфологізація частини мого життя. Це фентезійний роман, але він спирається на автобіографічний матеріал».
Волтон писала роман під робочою назвою «Промислові руїни Ельфляндії», але відкинула її. Поточну назву запропонував друг, котрий редагував багато біографій з кліше "написав такі-то роботи серед інших" і пожартував, що хтось-таки має використати таку назву. Волтон це здалося влучним описом роману, над яким вона працювала в той час. Роман був випущений спочатку в Північній Америці у січні 2011 року, а потім у Великій Британії в жовтні 2012 року.

## Сюжет
Роман представлено як щоденник Моргани, 15-річної валлійської прихильниці наукової фантастики та фентезі, у 1979 та 1980 роках. Вона із сестрою-близнючкою Морвенною (обидві скорочують імена до «Мор» або «Морі»), виросли на пагорбах Уельсу, граючи та час від часу займаючись магією з істотами, яких вони називають фейрі (англ. faeries — феї, духи). За кілька місяців до початку роману їхня мати, яку описують як божевільну та відьму, намагається отримати більше сили щоб заволодіти світом. Сестрам вдається спинити її, але в процесі їхня мати робить так, що їх збиває автомобіль, убивши Морвенну та скалічивши ногу Моргани. Моргана починає представлятися Морвенною, втім зазвичай називаючись Морі.
Оскільки її мати божевільна, а дідусь, з яким вона раніше жила, переніс інсульт і перебуває в лікувальному закладі, вона втекла зі свого дому і була відправлена в Західну Англію жити з батьком, якого вона ніколи раніше не бачила, і трьома його зведеними сестрами. Втративши сестру, не маючи змоги займатися бігом та сумуючи за валлійськими краєвидами, Морі мусить змиритися зі своїм новим життям каліки без друзів. Вона відчуває, що здатна на це допоки у неї є книги для читання, а любов до книжок — єдине, що є спільного у неї з батьком.
Батькова сім'я відправляє її до сусіднього інтернату для дівчат, який вона вважає немагічним і дуже неприємним. У неї мало друзів і багато вільного часу, бо вона швидко виконує шкільні завдання, а травма не дозволяє їй займатися спортом. Вона проводить переважну частину свого часу читаючи книги, отримані від батька, у шкільній бібліотеці, місцевій публічній бібліотеці та через міжбібліотечний абонемент. У своєму щоденнику вона з тим же інтересом, що і події власного життя, записує враження (свої та інших персонажів) від цих книг. У якийсь момент вона чаклує, аби знайти друзів, які могли б об’єднатися з нею заради якоїсь спільної мети, і потім її запрошують приєднатися до бібліотечного клубу читачів фантастики/фентезі. Там у неї з'являється декілька приятелів, а з часом і хлопець, який цікавиться не лише книгами, а й магією, хоча майже не бачить фейрі і не може чаклувати.
Магія продовжує бути присутньою в житті Морі. Незабаром після прибуття до школи, мати Морі починає надсилати листи та сімейні фотографії, на яких випалює її зображення, і починає магічні атаки, щоб контролювати свою дочку. Морі намагається працювати з фейрі поблизу школи, але виявляє, що аби мати змогу провести захисні обряди, їй треба повернутися до свого дому в Уельсі. Їй пропонується можливість приєднатися до своєї померлої сестри, ставши фейрі, але для цього вона також повинна померти. Натомість вона вирішує прийняти своє нове життя і те, що може принести майбутнє. Вона стикається зі своєю матір'ю в останньому магічному двобої і, перемігши, повертається до своєї нової сім'ї і свого хлопця.

## Жанр і теми
"Серед інших" поєднує риси фантастичного роману та історії дорослішання. Це епістолярний роман, представлений у вигляді щоденникових записів дівчини-підлітка, які докладно описують її життєві подій, від таких буденних проблем, як оцінка з математики та покупка першого бюстгальтера, до виконання магічного ритуалу аби допомогти мертвим перейти в інше життя. Книга навмисно утримується від прямої відповіді на питання, чи магія та фейрі дійсно існують, чи Морі приймає випадкові збіги обставин за дію магії, хоча певне підтвердження приходить, коли хлопець Морі також нібито бачить фейрі. Волтон стверджує, що мала намір зробити магію в романі справжньою, а неоднозначність оповіді не була навмисною, хоча її широко підхопили читачі.
На додаток до теми двозначності розповіді про те, чи магія, яку Морі сприймає, є прийняттям бажаного за дійсне, у романі відкрито піднімається питання моральної відповідальності за дію магії. Морі з часом доходить висновку, що магічний вплив на події позбавляє інших людей свободи волі, що, на її думку, є неприйнятним, і вона присягається надалі використовувати магію лише для захисту.
Як випливає з назви, роман зосереджений на тому, як людині знайти себе у світі, де вона відчуває себе чужою. «Іншість» є стрижнем історії. В англійському інтернаті Морі значно відрізняється від своїх однолітків: вона валлійка, кульгає, лише вона у цій школі читає заради задоволення (часто наодинці з бібліотекаркою), і, окрім сестри та матері, вона єдина людина, що має здатність бачити фейрі і спілкуватися з ними, принаймні допоки не навчає цьому свого хлопця Віма.
У книзі також досліджується здатність книг давати надію в гіркі і важкі часи. Присутня велика кількість згадок і відсилок до класичних науково-фантастичних та фентезійних робіт, зокрема за авторством Урсули Ле Гуїн, Роберта Гайнлайна, Курта Воннеґута, Джона Толкіна та багатьох інших.

## Відгуки та відзнаки
"Серед інших" був дуже добре прийнятий критиками. У 2012 році The Guardian описав книгу як «один з небагатьох романів, що змогли потрапити до шорт-листів усіх головних літературних премій наукової фантастики», зокрема:
- Переможець премії Неб'юла за найкращий роман.[9]
- Переможець премії Г'юґо за найкращий роман.[10]
- Переможець Британської премії фентезі за найкращий фентезійний роман.[11]
- Номінація на Всесвітню премію фентезі за найкращий роман.[12]
- Номінація на премію Локус за найкращий фентезійний роман.
- Номінація на Міфопоетичну премію за дорослу фентезі.

Урсула Ле Гуїн у рецензії для The Guardian назвала книгу «кумедною, вдумливою, пронизливою та захоплюючою від початку до кінця». Так само Елізабет Бір у своєму огляді для tor.com написала, що «Голос чудовий; персонажі з несподіваними відтінками. [...] У будь-якому випадку, я вважаю, що на сьогодні це найкраща книга Волтон».
З іншої сторони, у рецензії для The Washington Post Елізабет Генд написала, що «Перш за все "Серед інших" — це любовний лист до фантастичної літератури та науково-фантастичного фендому. Це і проблематично, і мило, бо в романі нічого особливого не відбувається».